# Det Neodepressionistiske Danseorkester
Det Neodepressionistiske Danseorkester (også kendt som DND) var et new wave-orkester fra Århus der optrådte i løbet af 1980'erne. Teksterne var på en blanding af dansk, engelsk og tysk, typisk med et komisk præg. Indholdet drejede sig mest om det der i 1980'erne var moderne livsstil - cafelivet, yuppiestilen, eksperimenterende sex, overfladiskhed, og forbrugerkulturen - og var karakteriseret ved altid at have en ironisk distance til emnet.
Musikken var præget af trommemaskiner, blæser-riffs der ofte blev gentaget mange gange, saxofonsoloer, og el-orgelharmonier.
Orkesteret opstod i forbindelse med en kunstudstilling på Aarhus Musikhus i 1983, og var egentlig tænkt som en engangsforestilling, men responsen var så god, at orkesteret besluttede sig for at udvikle et egentligt band. I vinteren 85 udgav de deres første album "Flere sange om sex og arbejde" på Genlyd Grammofon.
DND var kendt for deres meget visuelle shows og det var også deres optræden på Danmarks Radio med nummeret "Det er Godt Nok Mørkt" der gjorde dem kendte ud i den større befolkning. Nummeret "Det kan vi da godt prøve" blev i sommeren 1986 lidt af en landeplage, og nummeret "Romantik-tak" blev spillet en del på lokalradioer i sommeren 1989.
Desuden blev der i 1986 sendt en halvtimes udsendelse med orkestret i DRs serie "Musikmaskinen", og TV-Syd sendte i 1988 det meste af en koncert fra spillestedet Sønderborghus.
Med til historien om DND hører også at de på et tidspunkt, ret tidligt i deres karriere, kom på forsiden af EkstraBladet fordi en af deres koncerter var blevet afbrudt af politiet. Årsagen var at de, som en del af deres sceneshow, havde et elskende par med på scenen. Men det gav en del omtale.
Orkestret gik i opløsning i slutningen af 1989 grundet uenighed om hvilken retning musikken skulle have, og man kan da også spore en vis stilforvirring på "Romantik-tak". Kim Bonfils forlod bandet, og blev i en kort periode erstattet af Kæv Gliemann. Men efter en kort periode gik DND endeligt i opløsning.
Helge Dürrfeld dannede omkring årtusindskiftet et nyt DND under navnet "DND 2000". Denne udgave af orkestret havde kun tre faste medlemmer og fik ikke større succes. De gik derfor ret hurtigt fra hinanden efter en enkelt CD der havde navnet "Upgrade".

## Bandmedlemmer
DND bestod af
- Helge Dürrfeld – forsanger
- Asger Neumann – backing og trommemaskine
- Anders Dybdal – percussion (var ikke med på den første plade)
- Anita Krings – backing
- Johannes Grønager – saxofon
- Kim Bonfils – keyboards
- Gorm Neergaard – Visuelt indtryk
- Peter Sejr/Kim Martiny/Bjørn Petersen/Peter Tøttrup - bas

Selvom Gorm Neergaard ikke bidrog, som sådan, til DNDs albums, så blev han altid listet for "Visuelt indtryk". Det vil sige at han til deres koncerter altid stod på scenen og dansede/mimede en visuel fremstilling af sangene.
Grunden til de mange bassister var at Peter Sejr forlod bandet kort før den første plade, så det hastede med at finde en ny bassist. Kim Martiny spillede bas i bandet Megabody, hvor også Kim Bonfils spillede, og Bonfils foreslog ham derfor som midlertidig erstatning. Senere kom Bjørn Petersen med, men han havde andet arbejde ved siden af, og da han fik travlt der kunne han ikke overkomme også at spille i DND. Peter Tøttrup blev derfor den "endelige" bassist.

## Albums
DND indspillede i alt tre albums på pladeselskabet Genlyd:

### Flere Sange Om Sex Og Arbejde (1986)
Tracklist
- 1 Smil/Why Not
- 2 Det ka' vi da godt prøve
- 3 S.E.X. – Sex
- 4 Rick's
- 5 Smashing Down the Mirror Wall
- 6 Godt nok mørkt
- 7 Shake
- 8 There is No Fun in the Sun for the Boys in Afrika
- 9 Make Up
- 10 Frauen sind schön
- 11 Hey Baby (Vi har et budskab)

### Det Hele Er Så Underligt (1987)
Tracklist
- 1 Luk op
- 2 Zup zup yammm
- 3 Sikke no'et
- 4 En sømand
- 5 Folket for folket
- 6 Du musst mich schlagen
- 7 Kærligheden består trods alt
- 8 I Send You Roses
- 9 Moderne
- 10 At the Factory
- 11 Det hele er så underligt
- 12 Godt nok mørkt
- 13 Det ka' vi da godt prøv

### Romantik-tak (1989)
Tracklist
- 1 Romantik-tak
- 2 Elefantendisco
- 3 Big Smiles
- 4 Min Citroen
- 5 Katastrophengeilheit
- 6 Aller dybest nede
- 7 Love in the sky
- 8 T.V
- 9 Screw you
- 10 Dogs
- 11 Jeg står op og tager mine sko på
- 12 Jeg kysser dig

Der blev udgivet en enkelt CD med den nye besætning på pladeselskabet MBO:

### Upgrade (2000)
Tracklist
- 1 Love in the sky
- 2 Lovergirl
- 3 Sikke no'et 2000
- 4 Down
- 5 Det ka' vi da godt prøv' 2000
- 6 '92
- 7 En sømand
- 8 Godt nok mørkt 2000
- 9 Acidlove
- 10 Eurobossa

| Musikgruppe | Spire Denne artikel om en dansk musikgruppe er en spire som bør udbygges. Du er velkommen til at hjælpe Wikipedia ved at udvide den. |